# نصرت ایراندوست
نصرت ایراندوست (متولد ۱۱ اردیبهشت ۱۳۲۸ در بندر انزلی) بازیکن سابق و مربی کنونی فوتبال اهل ایران است.
او یکی از پیشکسوتان باشگاه ملوان بندر انزلی محسوب می‌شود که سابقه مربیگری در این تیم را دارد و موفق شده‌است با این تیم مقام هفتم لیگ برتر فوتبال ایران را بدست آورد. وی در دوران بازیگری نیز به همراه ملوان موفق به کسب عناوین مختلفی از جمله کسب عنوان قهرمانی جام حذفی ایران را نیز به دست آورده است.
او مدتی سرمربی تیم چوکا تالش بود. وی همچنین سابقهٔ مربیگری در تیم‌های شاهین بوشهر و شهرداری بندرعباس را نیز دارد.